# البعادنة (رداع)

تعديل مصدري - تعديل

حارة البعادنة هي إحدى حارات مدينة رداع أحد مدن محافظة البيضاء، بلغ تعداد سكانها 296 نسمة حسب تعداد اليمن لعام 2004.